# Клуб (фильм, 2015)
«Клуб» (исп. El Club) — чилийский кинофильм режиссёра Пабло Ларраина, вышедший на экраны в 2015 году. Премьера фильма состоялась на 65-м Берлинском международном кинофестивале, где лента получила гран-при жюри.

## Сюжет
Группа католических священников в отставке живёт в доме на окраине небольшого чилийского городка под присмотром бывшей монахини Моники. Там они должны замаливать грехи и преступления. Им не разрешено тесно общаться с местным населением, они могут выходить из дома только рано утром и поздно вечером. Помимо этого, они занимаются тренировкой борзой для участия в гонках. Их жизнь меняется, когда к ним прибывает новый священник, за которым следует человек, ставший жертвой домогательств в детстве. После встречи с последним священник совершает самоубийство.

## В ролях
- Альфредо Кастро — Видаль
- Роберто Фариас — Сандокан
- Антония Сехерс — Моника
- Марсело Алонсо — отец Гарсия
- Хайме Вадель — отец Сильва
- Алехандро Гоич — отец Ортега
- Алехандро Сивекинг — отец Рамирес
- Франсиско Рейес — отец Альфонсо
- Хосе Соса — отец Матиас Ласкано

## Критика
Фильм получил положительные оценки кинокритиков. На сайте Rotten Tomatoes фильм имеет рейтинг 87 % на основе 87 рецензий критиков со средней оценкой 7,9 из 10. На сайте Metacritic фильм получил оценку 73 из 100 на основе 26 рецензий, что соответствует статусу «в основном положительные отзывы».

## Награды и номинации
- 2015 — Гран-при жюри Берлинского кинофестиваля.
- 2015 — приз «Серебряный Хьюго» Чикагского кинофестиваля за лучшую режиссуру, а также награды за лучший ансамбль и лучший сценарий.
- 2015 — первый приз «Большой коралл» Гаванского кинофестиваля.
- 2015 — призы за лучший сценарий и лучшую мужскую роль на кинофестивале в Мар-дель-Плата.
- 2015 — участие в конкурсной программе Гентского кинофестиваля.
- 2015 — участие в программе «Горизонты» кинофестиваля в Сан-Себастьяне.
- 2016 — номинация на премию «Золотой глобус» за лучший фильм на иностранном языке.
- 2016 — номинация на премию «Ариэль» за лучший латиноамериканский фильм.